# Someca
Someca était un constructeur de tracteurs agricoles français, créé en 1953 par Simca, alors filiale de Fiat.
De 1958 à 1966, Someca fait partie de Simca Industries. À partir de 1966, Someca est intégré dans Fiat Trattori, devenu FiatAgri en 1983 puis Fiat-New Holland en 1993.

## Histoire
Depuis 1934, SAFAF, « Société Anonyme Française des Automobiles Fiat », ancienne société qui a donné naissance à Simca, importait puis fabriqua dans une usine à Nanterre, des automobiles Fiat sous licence. Elle importait également des tracteurs Fiat et Steyr en France.
En 1951, Simca vient au secours de la société MAP en rachetant sa division tracteurs agricoles. Simca s’en servira de base pour la constitution de la « SOciété de MECAnique de la Seine » (SOMECA), destinée à produire les premiers tracteurs Someca et les pièces pour les derniers tracteurs MAP.

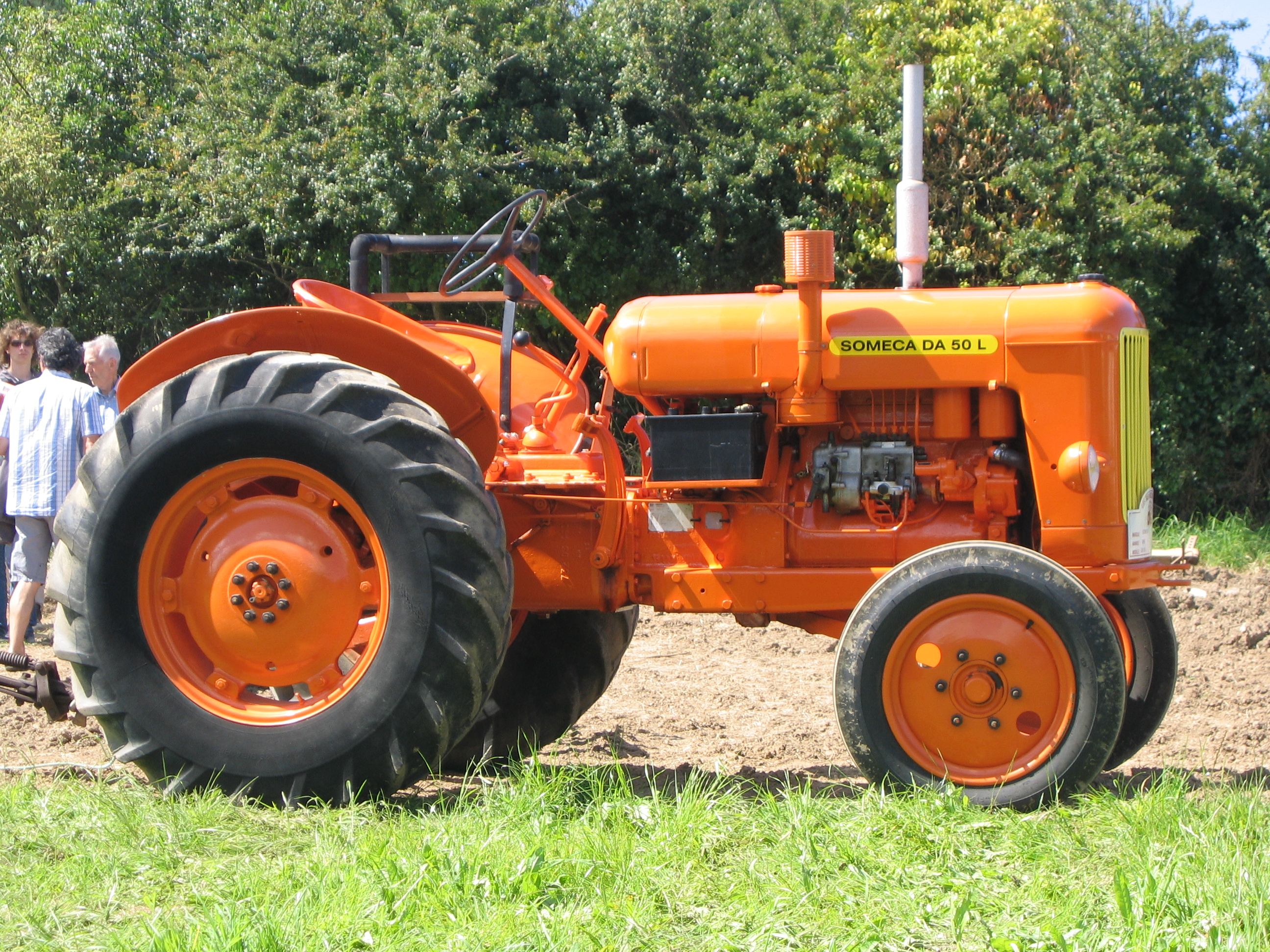
Tracteur Someca DA 50 L.

Le premier tracteur Fiat-Someca sera le DA 50, dérivé du modèle MAP DR3. Son moteur OM-Fiat 40 de 3 770 cm3 développait 37 ch à la poulie au régime de 1 500 tr/min.
Le modèle suivant, le SOM 40 connaîtra un énorme succès en France. Lancé en 1957, il était classé parmi les plus gros tracteurs jamais construits en France. Il était équipé du moteur Fiat-OM COID/45, un moteur diesel 4-temps à injection directe de 4 165 cm3 donnant 45 ch à 1 500 tr/min. Il sera fabriqué à 18 741 exemplaires jusqu’en 1964. Un vrai record pour l'époque.
Pendant les années 1950-1960, certains modèles disposaient de moteurs essence, le même modèle étant proposé avec des motorisations essence ou diesel.
Jusqu’en 1960, plus de 40 000 tracteurs Someca sur base Fiat Trattori furent produits.
À partir de 1965, avec le lancement de la série 15, Someca ne fabriquera plus que des modèles Fiat Trattori sous licence. Fiat, depuis toujours actionnaire majoritaire de Someca, l’a intégrée dans sa filiale agricole FiatAgri en 1983, devenue Fiat New Holland en 1993 avant d’être Fiat-CNH Global actuellement.

## Curiosité
Fiat Trattori a créé, en 1954 en Argentine, une filiale pour la fabrication locale de tracteurs agricoles qui fut d'abord nommée « Fiat Someca Construcciones Córdoba » avant de devenir Fiat Concord en 1959 lorsque le constructeur italien y fabriquera aussi des automobiles et des camions.
Certains des modèles ont été produits en Argentine par Fíat Concord aussi sous la marque Someca :
- Someca M45[1] ;
- Someca M45 canne[2] ;
- Someca M50[3].

## Gamme des tracteurs Fiat-Someca en France
Source.
- DR 40 (1952), amélioration du MAP DR 30
- DA 50 - DA 50 L, (1952-55)
- Bisomtrac - montage en tandem de 2 tracteurs SOM 40, conçu par les Éts Lhermite de Dreux
- SOM 20 (1956-61)
- SOM 25 (1960-63)
- SOM 30 (1960-63)
- SOM 35 (1960-63)
- SOM 40 (1957-64)
- SOM 45 (1950-52)
- SOM 50 (1953-54)
- SOM 55 / Super 55 (1961-63)
- SOM 271 / 272 (1964-65)
- SOM 312 (1964-65)
- SOM 411 (1964-65) identique au Fiat 411R
- SOM 431 (1964-65) identique au Fiat 431R
- SOM 441R (1964-65) identique au Fiat 441R
- SOM 481 (1964-65) version grand dégagement du SOM 411
- SOM 511 (1964-65)
- SOM 612 (1964-65)
- 215 (1965-68)
- 250 Série Nastro Oro (1968-74)
- 300 Série Nastro Oro (1968-74)
- 315 Série Diamante (1965-68)
- 350 Série Nastro Oro (1968-74)
- 366 / 466 (1965-68) tracteurs vignerons
- 400V / E Série Nastro Oro (1968-71)
- 415 (1965-68) 5 versions : normal, TD 4 roues motrices, grand dégagement, étroit et vigneron
- 420 Série Nastro Oro (1978-85)
- 440 (1982)
- 450 Série Nastro Oro (1968-81)
- 460 Série Nastro Oro (1980)
- 470 (1980), tracteur vigneron
- 480 / 480S / 480-8 Série Nastro Oro (1973-82)
- 500 / 500S Série Nastro Oro (1971-83)
- 540 Série Nastro Oro (1973-82)
- 550 Série Nastro Oro (1968-71)
- 570, identique au Fiat 570
- 600 (1971-73), identique au Fiat 600
- 615 (1965-68)
- 640 Série Nastro Oro (1973-82)
- 650 Série Nastro Oro (1971-76)
- 670 Série Nastro Oro (1973-82)
- 715 (1966-68)
- 750 Série Nastro Oro (1971-76)
- 800 / 800TD Série Nastro Oro(1968-71)
- 850 Série Nastro Oro (1971-77)
- 900 Série Nastro Oro (1968-71)
- 940 Série Nastro Oro (1978-79)
- 1000/1000 DT/1000 DT Super Série Nastro Oro (1971-77)
- 1300/1300 DT Super Série Nastro Oro (1974-77)

La suite des tracteurs fait partie de la gamme FiatAgri.